# Семейна драма
Семейната драма е филмов жанр, вид драма, с фокус върху конфликтите и взаимоотношенията в семейството. Разпространен в целия свят, той е особено характерен за азиатското кино, където конфликтът между дълга към семейството и личните желания често е особено остър. Сред популярните образци на жанра са „Фани и Александър“, „Токийска история“, „Песента на пътя“. Сериалите с драматични семейни сюжети обикновено се категоризират като семейни саги.